# Melchior
A Melchior héber eredetű férfinév, jelentése: fény királya vagy a király (Isten) a fény. A Bibliában nem szerepel, csak a 6. századtól említik a legendák. Magyarországon a más eredetű Menyhért névvel helyettesítették.

## Rokon nevek
- Melhior:[1] a Melchior alakváltozata.[2]

## Gyakorisága
Az 1990-es években a Melchior és a Melhior szórványos név, a 2000-es években nem szerepelnek a 100 leggyakoribb férfinév között.

## Névnapok
- január 6.[2]

## Híres Melchiorok, Melhiorok
- A bibliai háromkirályok egyike; magyar nyelvterületen Menyhért néven nevezik.